# Häggtjärnen, Hälsingland
Häggtjärnen är en sjö i Bollnäs kommun i Hälsingland och ingår i Norralaåns huvudavrinningsområde.